# Меган, герцогиня Сассекская
Ме́ган, герцогиня Сассекская (англ. Meghan, Duchess of Sussex; урождённая Рэйчел Меган Маркл (англ. Rachel Meghan Markle); род. 4 августа 1981 года) — бывшая американская актриса, супруга Гарри, герцога Сассекского, младшего сына Карла III, правящего короля Великобритании.
Меган родилась и выросла в Лос-Анджелесе, штат Калифорния. Актёрскую карьеру начала во время учёбы в Северо-Западном университете. Наибольшую известность ей принесла роль паралегала Рэйчел Зейн в драматическом сериале «Форс-мажоры» (2011—2017). В 2014 году Меган запустила собственный блог под названием «The Tig», но перестала его вести незадолго до свадьбы с принцем Гарри.
Маркл официально завершила карьеру актрисы за месяц до свадьбы с принцем Гарри, в апреле 2018 года. У пары двое детей: принц Арчи Сассекский (род. 2019) и принцесса Лилибет Сассекская (род. 2021). 8 января 2020 года супруги объявили о выходе из королевской семьи и отказа от всех королевских обязанностей, что вызвало широкий резонанс общественности и оставалось самым обсуждаемым событием того года. 7 марта 2021 года вышло скандальное интервью Меган и Гарри для Опры Уинфри, где герцог и герцогиня Сассекские обсудили жизнь в королевской семье и причины отказа от всех обязанностей. Интервью повлекло за собой обсуждения по всему миру, публика разделилась на два лагеря: часть поддерживала тогда правящую Елизавету II, другие же прониклись сочувствием к Меган и Гарри. В июне того же года герцогиня выпустила детскую книжку с картинками «Скамейка» (англ. The Bench). В 2022 году Маркл вела собственный подкаст «Архетипы» (англ. Archetypes). В декабре того же года состоялась премьера документального сериала «Гарри и Меган» на сервисе Netflix.

## Биография
Рэйчел Меган Маркл родилась 4 августа 1981 года в 4:46 утра в больнице Вест Парк в районе Канога-Парк. Её отец, Томас Маркл — бывший режиссёр по освещению на телевидении (род. 1944), а мать, Дория Рэгланд — инструктор йоги и психотерапевт (род. 1956). Меган идентифицирует себя как американку смешанной расы (также можно употребить термин «мулатка»), т.к. её отец европеоидной расы, а мать — афроамериканка. Родители Маркл расстались в 1983 году, и официально развод был оформлен в 1987 году. До 1990 года Томас и Дория воспитывали Меган совместно, позже мать нашла работу и начала строить карьеру, поэтому большую часть времени девочка жила с отцом, и так продолжалось до её 18-летия. Вместе с отцом Меган часто была на съёмочных площадках телесериалов, и её первой ролью на телевидении можно считать эпизод ситкома «Женаты… с детьми». С 2018 года Меган прекратила общение со своим отцом, в том числе с единокровными сестрой и братом от его первого брака, Самантой (род. 1964) и Томасом-младшим (род. 1966).
Маркл росла в районе Вью-Парк-Виндзор-Хиллс в Лос-Анджелесе, и посещала Голливудскую маленькую красную школу (англ. Hollywood Little Red Schoolhouse). В 1992 году она вместе с одноклассниками написала письмо в компанию «Проктер энд Гэмбл» с просьбой сделать рекламу средства для мытья посуды гендерно-нейтральной на американском национальном телевидении. Меган воспитывалась в семье протестантов, но окончила женскую католическую школу «Непорочного сердца», одно из известных и элитных частных учреждений США. Начиная с 13 лет, Меган самостоятельно зарабатывала деньги, работая в магазине йогуртов, подрабатывая официанткой и няней. В 1999 году Меган поступает в Северо-западный университет, частный исследовательский институт, который оканчивает в 2003 году, получив двойной диплом бакалавриата по специальностям театра и международного обучения.

## Актёрская карьера

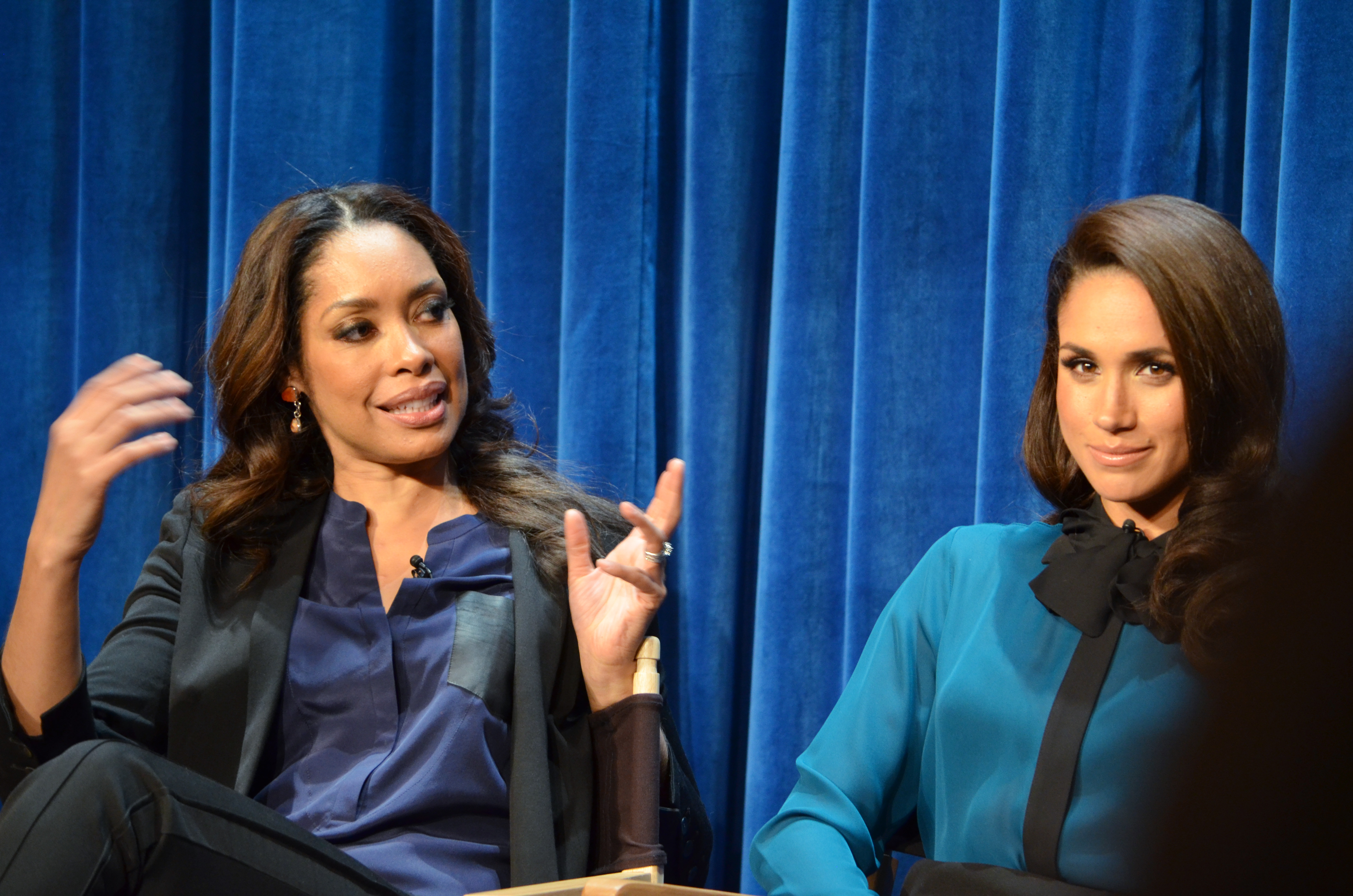
Меган (справа) на конференции сериала «Форс-мажоры», 2013 год

В начале своей актёрской карьеры Меган испытывала трудности с получением ролей в кино, связанные с её смешанным происхождением: «Я не была достаточно темнокожей, чтобы сыграть роль темнокожей женщины, как и не была достаточно белой для таких ролей».
В 2001 году Меган получила эпизодическую роль медсестры Джилл в мыльной опере «Главный госпиталь», появившись в 2 сериях. Последующие роли Маркл также были в основном эпизодическими, пока в 2011 году не стартовал показ драмы «Форс-мажоры», где Меган исполнила роль Рэйчел Зейн, после чего и стала узнаваемой на публике. За каждый эпизод со своим участием Маркл получала 50 тысяч долларов, и во время съёмок каждый год жила в Торонто на протяжении 9 месяцев. В ноябре 2017 года Маркл объявила о завершении карьеры актрисы, в связи с чем создатели «Форс-мажоров» не пригласили её принять участие в двух последних сезонах сериала, в том числе не предлагали эпизодически появиться в кадре финального эпизода «из уважения к её личной жизни».
В январе 2024 года СМИ распространили информацию о возможном возвращении Меган в киноиндустрию со съёмками спин-оффа «Форс-мажоров» в Лос-Анджелесе, однако подтверждения от герцогини не было.

## Личная жизнь

### Брак с Тревором Энгельсоном и отношения с Кори Витьелло
С 2004 года Маркл состояла в отношениях с продюсером Тревором Энгельсоном, и 16 августа 2011 года они поженились в Очо-Риос. В июле 2013 года пара рассталась, и в конце августа Меган отправила супругу помолвочное и свадебное кольца по почте. Тревор был «застигнут врасплох» известиями о разводе и связывался с отцом Маркл, пытаясь понять, что он «сделал не так». В феврале 2014 года развод был официально оформлен, и в качестве причины были указаны непримиримые разногласия.
Летом 2014 года, пока Маркл находилась в Торонто на съёмках «Форс-мажоров», она часто бывала в ресторане, принадлежавшем известному канадскому шеф-повару Кори Витьелло, с которым у неё вскоре начался роман. Они приняли обоюдное решение о расставании весной 2016 года, незадолго до знакомства Меган с принцем Гарри.

### Брак с принцем Гарри

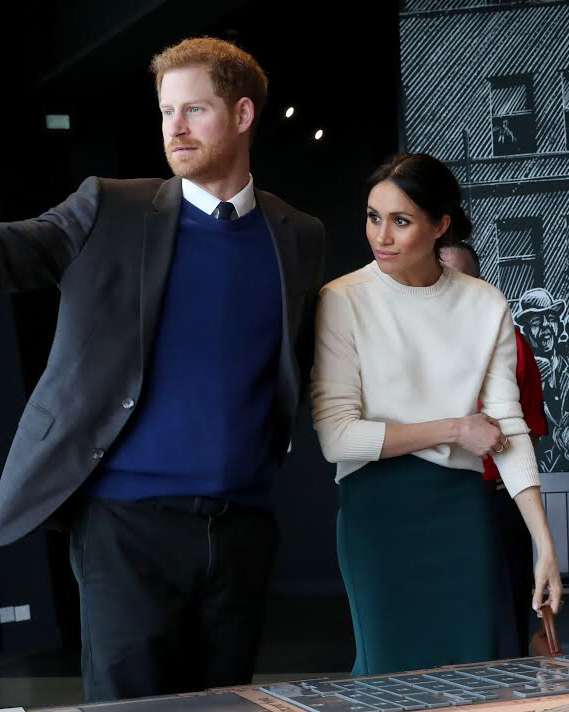
Принц Гарри и Меган Маркл во время визита в музей «Титаника» в Белфасте, 2018 год

В середине 2016 года Меган начала встречаться с принцем Гарри, внуком тогда правящей в Великобритании королевы Елизаветы II. Согласно заявлениям пары, они впервые познакомились через Instagram, а потом, в июле, общий знакомый пригласил их на свидание вслепую. Осенью, в конце октября, СМИ начали распространять информацию об их возможных романтических отношениях. После того, как в начале ноября Кенсингтонский дворец подтвердил их отношения, принц Гарри через своих представителей сделал официальное заявление, в котором выразил свою личную позицию касательно комментариев СМИ и общественности после обнародования отношений: «Меган Маркл стала предметом оскорблений и издевательств. Некоторые из них получили широкую огласку: клевету на первой полосе национальной газеты; расистский подтекст в комментариях; расизм и сексизм от троллей в социальных сетях и на веб-сайтах. Некоторые из них также были скрыты от общественности, чтобы не предаваться огласке: страдания её матери, которая пробивалась через фотографов, чтобы дойти до входной двери своего дома; попытки журналистов и фотографов незаконно пробраться в её дом, чтобы вызвать полицию; попытки журналистов дать взятку её бывшему возлюбленному и вмешивание в жизни всех, с кем Меган дружит, работает и кого любит». Тогда же сама Меган также выразила беспокойство о статьях, публикуемых британскими СМИ о её романе с принцем, и о вмешательстве в её частную жизнь. В сентябре 2017 года Гарри и Меган впервые появились вместе на «Играх непобедимых» в Торонто. Через два месяца, 27 ноября, Чарльз (отец Гарри, на тот момент носивший титул принца Уэльского) объявил о помолвке пары. Меган объявила о завершении актёрской карьеры и желании получить гражданство Великобритании.
6 марта 2018 года Джастин Уэлби, архиепископ Кентерберийский, провёл обряд крещения и конфирмации Меган в церковь Англии. Свадебная церемония состоялась 19 мая в Капелле Святого Георгия в Виндзорском замке. Позднее Меган рассказала, что за три дня до официальной церемонии они с Гарри заранее обменялись свадебными клятвами в присутствии архиепископа Кентерберийского.
У пары двое детей: принц Арчи Сассекский (род. 6 мая 2019) и принцесса Лилибет Сассекская (род. 4 июня 2021).

## Публичная жизнь

### 2018—2019: Обязанности в королевской семье

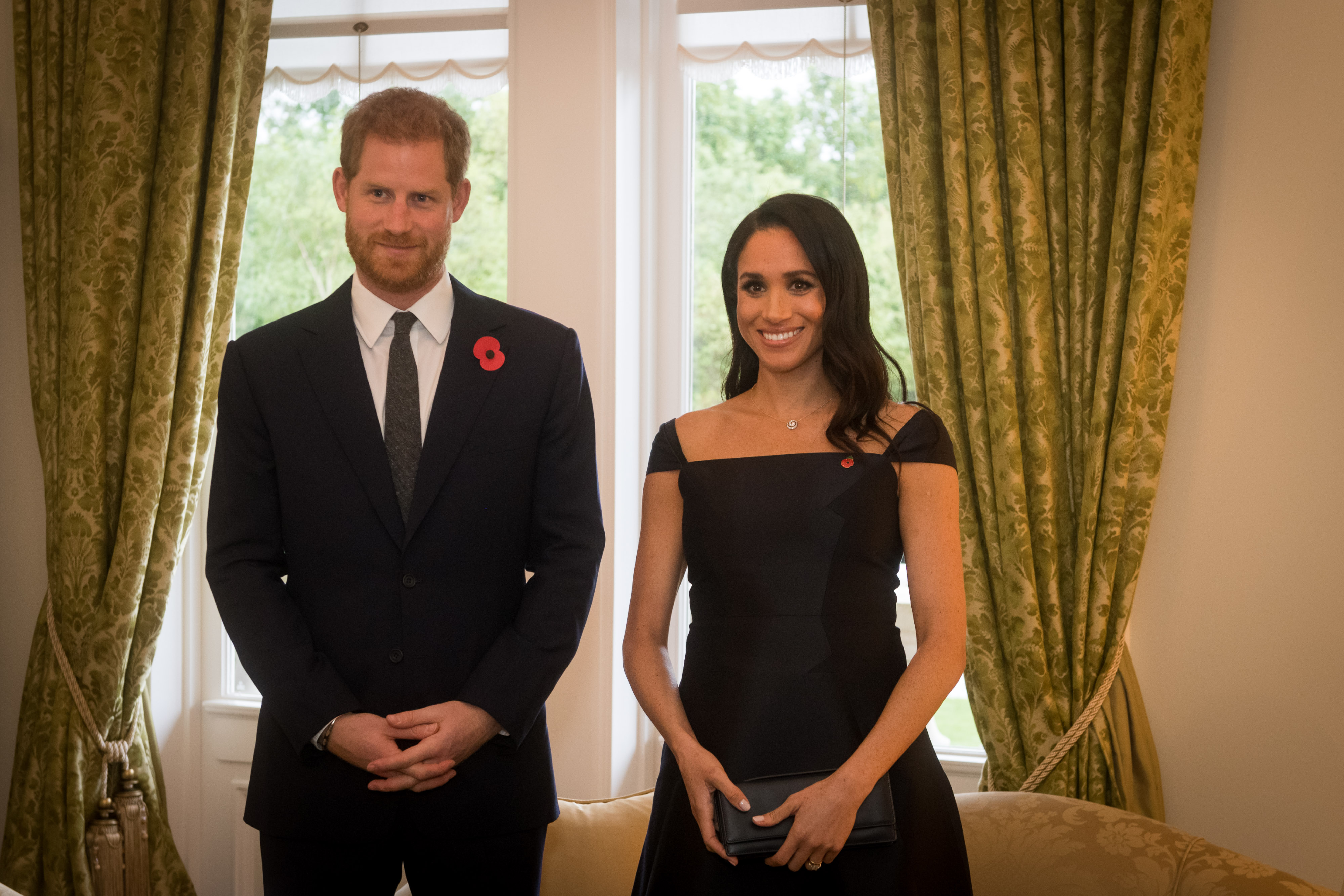
Принц Гарри и Меган в октябре 2018 года

12 марта 2018 года Меган появилась на службе в честь Дня Содружества в Вестминстерском Аббатстве, и это было её первое публичное мероприятие, где она присутствовала с Елизаветой II. 23 марта Гарри и Меган отправились в Северную Ирландию. 22 мая, уже после свадьбы с принцем, Меган посетила вечеринку в честь благотворительной деятельности отца Гарри. Британская писательница леди Колин Кэмпбелл в своей книге «Меган и Гарри: Реальная история» (англ. Meghan and Harry: The Real Story) написала, что на этом мероприятии Меган наскучило уже в первые 15 минут, и Чарльз попросил Гарри вместе с супругой покинуть вечеринку. 11 июля герцог и герцогиня Сассекские отправились в Дублин. В октябре, во время поездки в Сидней, было объявлено о беременности Меган.
В феврале 2019 года Меган и Гарри посетили Марокко, и позднее также осуществляли поездки по другим странам Южной Африки. Всего за два года Меган сопровождала Гарри в 179 визитах по всему миру.

### 2020 — настоящее время: Выход из британской королевской семьи и дальнейшая деятельность

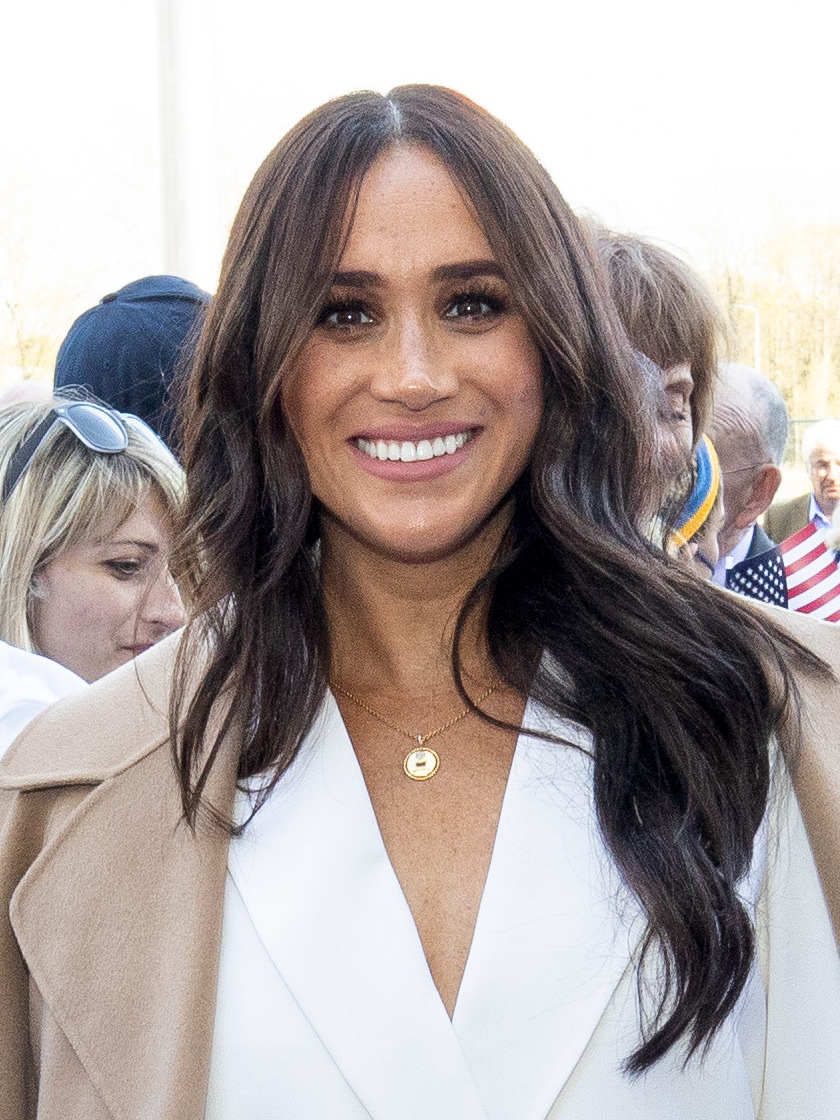
Герцогиня Сассекская в апреле 2022 года

8 января 2020 года Гарри и Меган сообщили о намерении выйти из британской королевской семьи и сложить с себя все королевские полномочия. В заявлении дворца было указано, что они перестанут получать финансовую помощь, как члены королевской семьи, и прекратят представлять интересы Елизаветы II в дипломатических поездках, а также оставят свои титулы, но не смогут их использовать. 9 марта они посетили службу в честь Дня Содружества в Вестминстерском Аббатстве, и это было их последнее появление как членов королевской семьи перед окончательным сложением всех полномочий 31 марта. В июне они подписали контракт с агентством Гарри Уокера для проведения оплачиваемых публичных выступлений, а в сентябре заключили сделку с сервисом Netflix. В декабре супруги также подписали контракт со стриминговым сервисом Spotify, чтобы публиковать на платформе свои аудиоматериалы.
7 марта 2021 года на телеканале CBS состоялась премьера интервью Меган и Гарри с Опрой Уинфри, где супруги впервые открыто и более детально прокомментировали уход из королевской семьи. В частности, Меган поделилась, что переживала серьёзные проблемы своего психического здоровья и задумывалась о самоубийстве, раскритиковала королевскую семью за комментарии в сторону Гарри о цвете кожи их первого ребёнка, Арчи, а также рассказала о проблеме взаимоотношений супруга с его отцом и старшим братом Уильямом. Герцогиня затронула инцидент с Кейт, женой Уильяма: в СМИ распространилась информация, что Меган довела её до слёз, хотя всё произошло наоборот и Кейт принесла свои извинения, но королевская семья не сделала ничего для того, чтобы правильно интерпретировать эту историю для прессы. Букингемский дворец выпустил официальное заявление вскоре после премьеры интервью в Великобритании 8 марта: «Вся семья опечалена известиями о том, насколько трудными были последние годы для Гарри и Меган. Обсуждённые вопросы, особенно касающиеся расы, вызывают беспокойство. Некоторые воспоминания могут отличаться, но семья относится к ним очень серьёзно, и будет обсуждать в частном порядке. Гарри, Меган и Арчи всегда будут любимыми членами семьи». В июне Меган выпустила детскую книгу с иллюстрациями «Скамейка» (англ. The Bench). В июле было объявлено, что Меган станет исполнительным продюсером мультсериала «Жемчужина» (англ. Pearl), но в мае 2022 года проект отменили.
С августа по ноябрь 2022 года на Spotify выходила серия подкастов «Архетипы» (англ. Archetypes), где Меган каждый эпизод приглашала знаменитостей и поднимала актуальные проблемы равноправии общества и проблем женщин. В декабре на Netflix состоялась премьера документального сериала «Гарри и Меган», который получил смешанные отзывы критиков и зрителей; в частности, критиковалось заявление супругов о желании «приватности», но они вновь заявили публике о себе. В апреле 2023 года Меган подписала эксклюзивный контракт с агентством WME.
В марте 2024 года Меган запустила собственный бренд American Riviera Orchard, а в апреле стало известно, что Netflix разрабатывает ещё два проекта с герцогом и герцогиней Сассекскими.

## Благотворительность

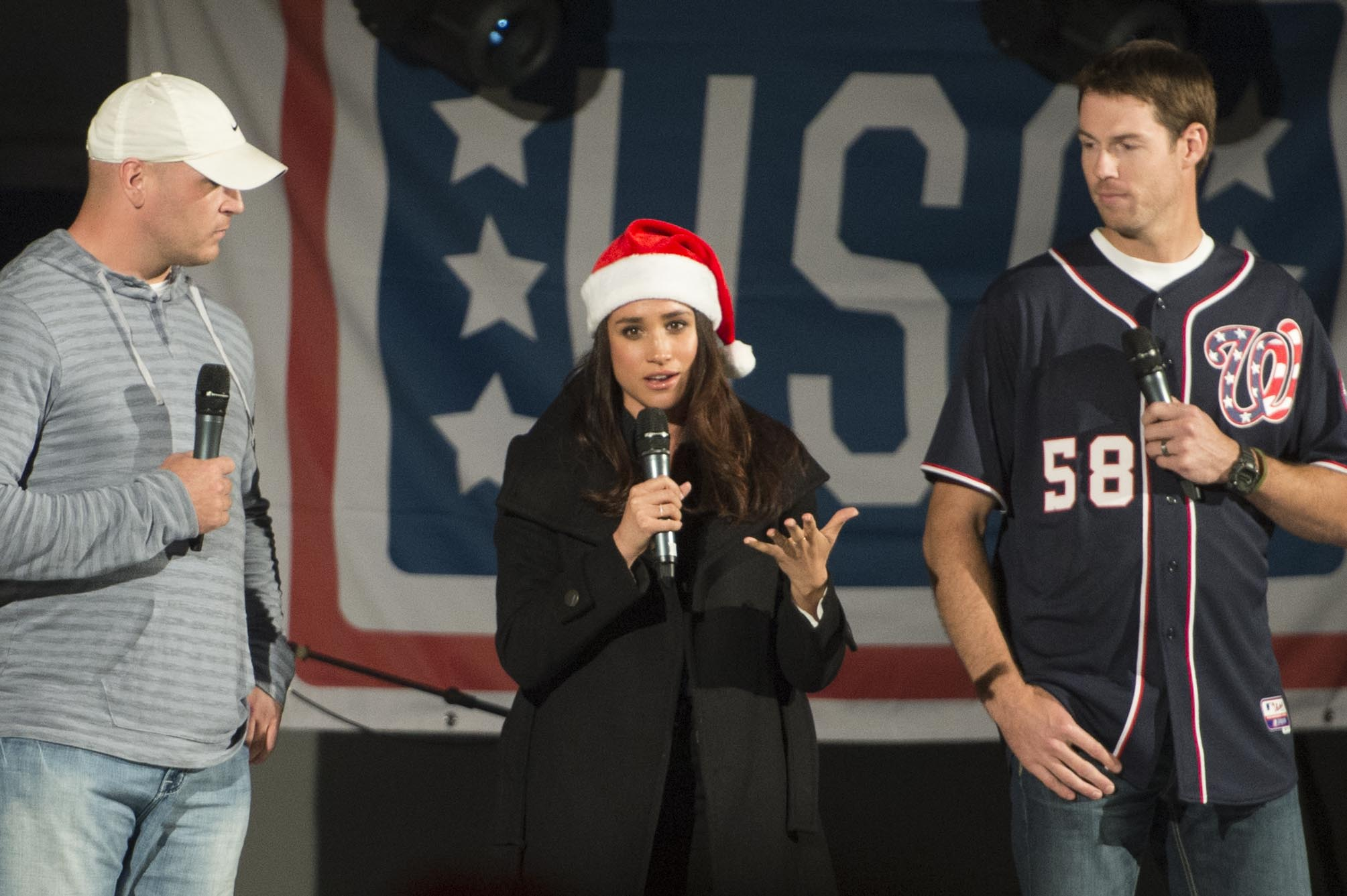
Маркл обращается к аудитории во время шоу USO на военно-морской станции Рота, Испания, 6 декабря 2014 года

Маркл выступала на саммите международной благотворительной организации One Young World 2014 года в Дублине и присутствовала на церемонии открытия 2016 года в Оттаве. Также в 2014 году она гастролировала по Афганистану и Испании с Объединенными сервисными организациями.
В 2016 году она стала послом организации World Vision Canada, отправившись в Руанду для участия в кампании «Чистая вода». После поездки в Индию, посвящённой повышению осведомлённости о проблемах женщин, она написала статью для журнала Time, посвящённую стигматизации женщин в связи с менструальным циклом. Она также работала с ООН по вопросам гендерного равенства и расширения прав и возможностей женщин в качестве адвоката. Меган является ярой феминисткой и намеревалась использовать свою роль члена королевской семьи для дальнейшей поддержки прав женщин и социальной справедливости. В 2017 году Маркл присоединилась к принцу Гарри в его благотворительной организации Elephants Without Borders, чтобы помочь в усилиях по сохранению природы, предпринимаемых в Ботсване.
В январе 2018 года Маркл заинтересовалась кухней сообщества Хабб, которой управляли выжившие после пожара в Гренфелл-Тауэр. Она регулярно посещала кухню и предложила женщинам издать поваренную книгу, чтобы помочь в финансировании группы. В марте 2021 года Меган пожертвовала доходы от поваренной книги британской благотворительной организации Himmah.
В сентябре 2019 года в сотрудничестве с брендами Marks & Spencer, Jigsaw, John Lewis & Partners и Misha Nonoo выпустила капсульную коллекцию одежды для женщин. При каждой покупке вторая такая же вещь будет направляться в благотворительную организацию Smart Works, патроном которой является герцогиня.
В марте 2020 года Меган выступила рассказчиком документального фильма Disneynature под названием «Слон», который был выпущен 3 апреля. В поддержку слонов Disneynature и Фонд сохранения Диснея пожертвовали средства от фильма фонду Elephant Without Borders для сохранения видов в Ботсване. В апреле 2020 года Меган и Гарри лично доставляли продукты, приготовленные проектом Angel Food, жителям Лос-Анджелеса во время пандемии COVID-19 в США. В июле 2020 года она выступила в поддержку движения Black Lives Matter. За эту деятельность в 2022 году супругам вручили президентскую премию NAACP Image Award за выдающиеся заслуги и достижения перед обществом.

### Сассексы и Арчуэлл
В феврале 2018 года Меган и Гарри приняли участие в первом ежегодном форуме Королевского фонда. После свадьбы Меган стала четвёртым патроном фонда наряду с принцем Гарри, принцем Уильямом и его женой Кэтрин. В июне 2019 года было объявлено, что Гарри и Меган отделятся от благотворительной организации и создадут свой собственный фонд. Тем не менее, пары будут сотрудничать в совместных проектах, таких как инициатива по психическому здоровью Heads Together. В следующем месяце в Англии и Уэльсе был зарегистрирован фонд Sussex Royal The Foundation of The Duke and Duchess of Sussex. Однако, 21 февраля 2020 года было подтверждено, что Sussex Royal не будет использоваться в качестве фирменного наименования пары после их ухода из общественной жизни в качестве работающих членов королевской семьи. 5 августа 2020 года Sussex Royal Foundation был переименован в MWX Foundation и распущен в тот же день.
В апреле 2020 года Меган и Гарри подтвердили, что альтернативный фонд будет называться «Арчуэлл». Название происходит от греческого слова arche, что означает «источник действия», это же слово вдохновило их назвать сына именем Арчи. Фонд был зарегистрирован в США. Веб-сайт фонда был официально запущен в октябре 2020 года.
На фоне российского вторжения в Украину Маркл вместе с принцем Гарри поддержали украинцев. Их фонд Archwell перечислил сумму, остающуюся в секрете, благотворительным организациям, оказывающим поддержку Украине.

## Публичный имидж и стиль

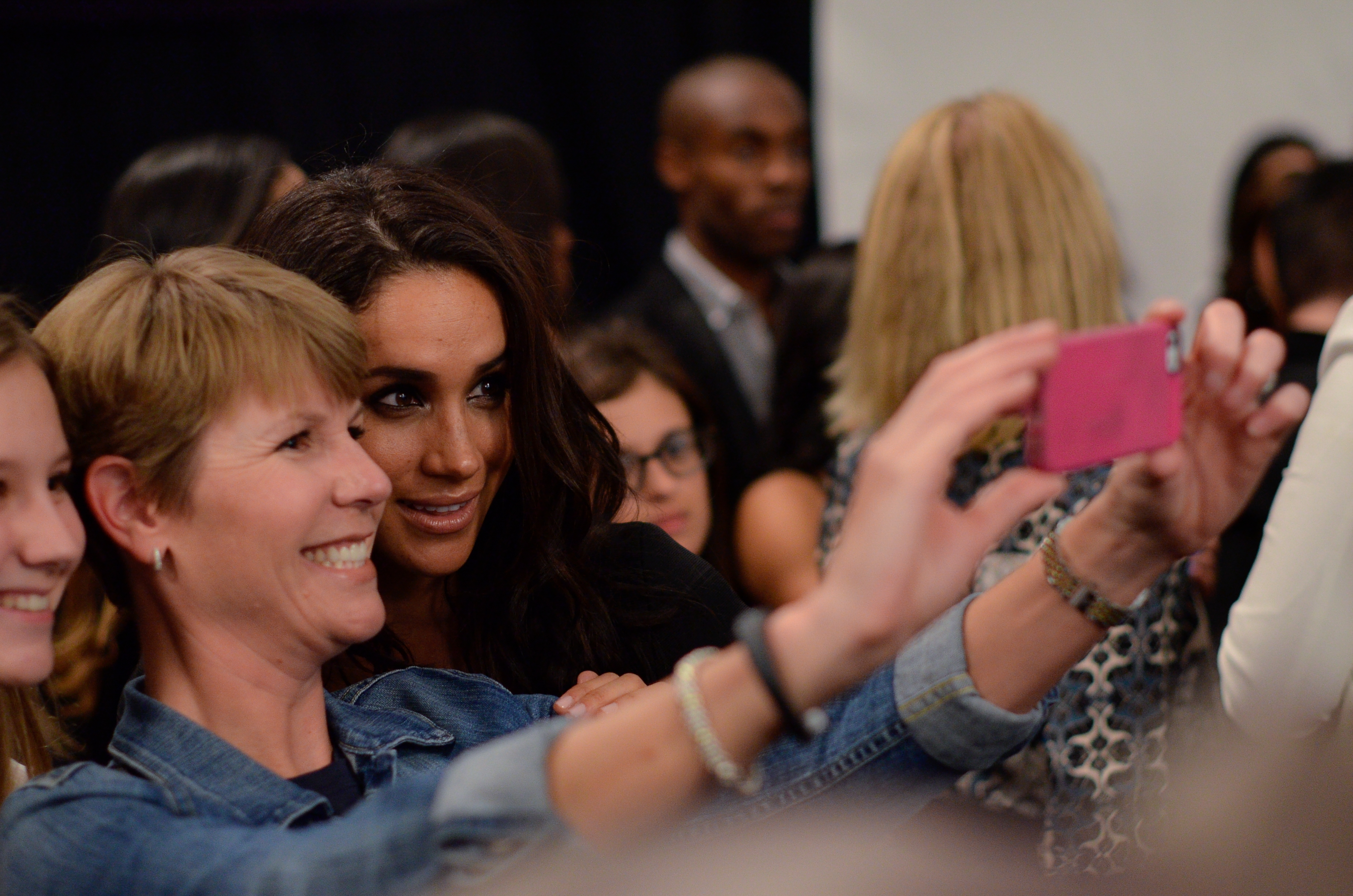
Маркл в 2013 году

В 2014 году Маркл создала свой собственный блог о стиле жизни под названием The Tig. Она писала о еде, моде, красоте, путешествиях и тех женщинах, которыми она восхищается. Зрительская аудитория состояла в основном из поклонников Маркл и сериала «Форс-Мажоры». В апреле 2017 года Tig закрылся. В январе 2018 года Маркл перевела все статьи в автономный режим и удалила свои аккаунты в социальных сетях. Деятельность Маркл в социальных сетях ежегодно приносила ей около 80 000 долларов.
Благодаря своему блогу Маркл стала известна своим чувством стиля. Она выпустила две модные коллекции совместно с канадским брендом Reitmans в 2015 и 2016 годах. Коллекции были основаны на её личном стиле и стиле её героини, Рейчел. Маркл считает Эммануэль Альт образцом для подражания .
Вскоре после помолвки с принцем Гарри в 2017 году Маркл привлекла массовый интерес к шотландскому бренду Strathberry после того, как взяла с собой одну из его сумок на публичное мероприятие. После первого появления Маркл и принца Гарри в качестве пары, такие бренды, как Mackage, Birks, R&R Jewelers, Crown Jewelers и Everlane отметили рост продаж на своих веб-сайтах. Предполагалось, что влияние Маркл будет более широким на международном уровне, так как она уже имела американскую фан-базу. В Соединенных Штатах наблюдался рост продаж ювелирных изделий из жёлтого золота в первом квартале 2018 года.
В 2018 году журнал Tatler назвал Меган одной из самых стильных женщин Великобритании. После объявления о своей беременности она появилась в платье Karen Gee, что привело к быстрому росту продаж на её сайте. Модный сайт Net-a-Porter оценил Меган как одну из самых стильных женщин в 2018 году. Она также была номинирована на премию Teen Choice Awards в категории Choice Style Icon. В 2019 году британский бренд Reiss сообщил о росте прибыли после того, как Меган была замечена в мини-платье этого бренда в Международный женский день.
В 2018 году журнал Time включил Маркл в свой список «100 самых влиятельных людей в мире» и поместил её в свой шорт-лист «Персоны года». Она также была выбрана британским журналом Vogue как одна из самых влиятельных женщин в Великобритании.

## Вторжение в частную жизнь
В мае 2019 года информационное агентство Splash принесло официальные извинения Сассексам за то, что они отправили фотографов в их резиденцию в Котсуолдсе, что поставило под угрозу их частную жизнь. Агентство также согласилось выплатить «существенный» ущерб и судебные издержки, связанные с этим делом. В январе 2020 года адвокаты герцога и герцогини выпустили юридическое предупреждение прессе после того, как фотографии папарацци были опубликованы в средствах массовой информации.
В конце турне по странам Южной Африки в сентябре и октябре 2019 года выяснилось, что Меган подала в суд на газеты The Mail on Sunday и MailOnline за предполагаемое нарушение конфиденциальности, авторских прав и Закона о защите данных 2018 года из-за публикации письма, которое она отправила своему отцу. Впоследствии она получила поддержку более чем 70 женщин-депутатов от различных партий, которые в открытом письме осудили использование устаревшего материала против неё в некоторых национальных средствах массовой информации. Хотя Меган проиграла первый раунд в деле Высокого суда против Daily Mail и была обязана оплатить судебные издержки по предварительному делу, Высокий суд вынес краткое решение в её пользу в феврале 2021 года, обнаружив, что новостная организация вторглась в её частную жизнь. Судебные расходы составили 1,88 миллиона долларов. 5 марта судья Высокого суда приказал газете Mail on Sunday опубликовать заявление на первой полосе о победе Меган, а газете MailOnline было поручено разместить это заявление на своей странице в социальных сетях в течение недели. Однако заявление временно приостановлено, поскольку Associated Newspapers была предоставлена отсрочка до 6 апреля, чтобы иметь возможность подать апелляцию на решение суда. Ожидается, что вопросы, связанные с исключительным правом на письмо Маркл, будут рассмотрены до конца года.
В марте 2020 года пара обратилась в суд Великобритании после того, как Меган и её сын были сфотографированы без разрешения во время семейной прогулки в Канаде. Дело было улажено позже в том же году, когда агентство Splash UK согласилось больше не делать несанкционированных фотографий семьи. 20 апреля 2020 года герцог и герцогиня объявили, что больше не будут сотрудничать с газетами Daily Mail, The Sun, Daily Mirror и Daily Express. В июле 2020 года Меган совместно с мужем подала судебный иск против неизвестного лица, сделавшего фотографии их сына в Лос-Анджелесе. Американское информационное агентство X17 принесло извинения. Оно также согласилось возместить часть судебных издержек другой стороны, передать фотографии, уничтожить любые копии, находящиеся в её распоряжении, и прекратить распространение изображений. В марте 2021 года взаимный отчёт Byline Investigates, BBC и The New York Times показал, что таблоид The Sun нанял американского частного детектива, который незаконно передал ему личные данные Меган, включая её номер социального страхования, номер мобильного телефона и старый адрес проживания, когда она впервые начала встречаться с Гарри в 2016 году. Меган и Гарри осудили британские таблоиды, в то время как The Sun заявил, что детектив был чётко проинструктирован в письменной форме действовать в рамках закона, и они не использовали предоставленную им информацию для какой-либо незаконной практики.
В марте 2021 года газета The Times сообщила, что во время пребывания Меган в качестве рабочей королевской особы, её пресс-секретарь Джейсон Кнауф подал жалобу на издевательства, в которой утверждалось, что её поведение заставило двух личных помощников покинуть свои должности в королевском доме и подорвало моральный дух третьего сотрудника. Эти предупреждения были доведены до сведения Саймона Кейса, личного секретаря принца Уильяма, чтобы побудить Букингемский дворец защитить персонал. На следующий день Букингемский дворец объявил о рассмотрении заявлений персонала о запугивании на рабочем месте. Как сообщается, беседа будет проведена по меньшей мере с пятью людьми, предположительно пострадавшими от поведения Меган Маркл.
Также утверждалось, что Меган дважды надевала серьги, подаренные ей наследным принцем Саудовской Аравии Мухаммедом бен Салманом в 2018 году, после того как его обвинили в соучастии в убийстве Джамаля Хашогги. Представители герцогини заявили, что она не знала о предполагаемой причастности Салмана к убийству Хашогги в то время. Позже люди сообщили, что серьги были подарены в качестве свадебного подарка в марте 2018 года саудовской королевской семьёй и являлись собственностью Короны. Пресс-секретарь пары заявил газете The Times, что их доклад был «вводящей в заблуждение и вредной дезинформацией».

## Судебные разбирательства
Меган выиграла суд со своей сводной сестрой в 2022 году. Теперь родственница должна выплатить ей $75 тыс. Конфликт начался из-за того, что Саманта Маркл посчитала факты из интервью Опре Уинфри ложными и утверждала, что созданный образ бедной девушки не соответствует действительности. Что её отец оплачивал Меган обучение в элитных школах и университете, занятия танцами и актёрским мастерством.

## Титул
Меган стала принцессой Соединённого Королевства после замужества с принцем Гарри, получив право на титул Королевского высочества. После замужества она стала именоваться «Её королевское высочество герцогиня Сассекская». Она также носит титулы графини Дамбартон и баронессы Килкил. Она является первой особой, носящей титул герцогиня Сассекская. После решения герцога и герцогини отойти от королевских обязанностей в 2020 году они согласились не использовать титул Королевское высочество на практике, но всё же сохранить за собой этот статус.

## Герб

Герб герцогини Сассекской

Став супругой члена королевской семьи и герцогиней, Меган Маркл получила собственный герб, соединённый с гербом её супруга. Дизайн личного герба герцогини Сассекской при её участии был разработан Геральдической палатой Великобритании, согласован и одобрен главой герольдов Томасом Вудкоком и королевой Елизаветой. Утверждён в 2018 году.

### Геральдический язык
Щит разделён пополам вертикально. Левая половина четверочастно разделена: в первом поле находится герб Англии — в червлёном поле три одинаковых золотых леопарда с лазоревым вооружением, расположенных головами влево, со взглядом, повёрнутым к смотрящему, и с высунутыми синими языками; во втором поле герб Шотландии — в золотом поле с червлёной двойной внутренней каймой, проросшей лилиями, червлёный восстающий лев с лазоревым вооружением;, в третьем поле герб Ирландии — в лазоревом поле золотая арфа с серебряными струнами; четвёртое поле повторяет первое. Поверх левой части щита, частично закрывая первое и второе поля, находится серебряное титло с пятью концами, три из которых обременены тремя червлёными раковинами-гребешками (эскалопом). На правой половине в лазоревом поле изображены две одинаковые узкие золотые перевязи, расположенные диагонально; между ними находятся три одинаковых серебряных птичьих пера с золотым стержнем.
По сторонам от щита находятся щитодержатели: справа — британский лев c серебряным титлом (как в щите) на шее; коронованный открытой короной детей наследника трона; со взглядом, повёрнутым к смотрящему, и с высунутым красным языком, слева — серебряная птица с открытым золотым клювом с короной детей наследника трона на шее, со взглядом, направленным влево.
Щит увенчан короной детей наследника трона с шапкой пэра внутри.
Почва — поросшая травой лужайка, украшенная калифорнийскими маками и акокантерами.

## Фильмография
| Год       |     | Русское название                                   | Оригинальное название                    | Роль                             |
| --------- | --- | -------------------------------------------------- | ---------------------------------------- | -------------------------------- |
| 2002      | с   | Главный госпиталь                                  | General Hospital                         | Джилл                            |
| 2004      | с   | Город будущего                                     | Century City                             | Наташа                           |
| 2005      | с   | Порезы                                             | Cuts                                     | Кори                             |
| 2005      | ф   | Больше, чем любовь                                 | A Lot Like Love                          | пассажирка в самолёте            |
| 2005      | с   | Лав Инкорпорейшн                                   | Love, Inc.                               | Тереза Сантос                    |
| 2006      | с   | Война в доме                                       | The War at Home                          | Сьюзан                           |
| 2006      | тф  | Обман                                              | Deceit                                   | Гвен                             |
| 2006      | с   | C.S.I.: Место преступления Нью-Йорк                | CSI: NY                                  | Вероника Перес                   |
| 2008      | тф  | Хорошее поведение                                  | Good Behavior                            | Сэди Валенсиа                    |
| 2008      | с   | 90210: Новое поколение                             | 90210                                    | Венди                            |
| 2008      | с   | Долго и счастливо                                  | Til Death                                | Тара                             |
| 2008      | тф  | Апостолы                                           | The Apostles                             | Келли Калхун                     |
| 2009      | с   | Рыцарь дорог                                       | Knight Rider                             | Энни Ортис                       |
| 2009      | с   | Без следа                                          | Without a Trace                          | Холли Шепард                     |
| 2009      | с   | Грань                                              | Fringe                                   | младший агент ФБР Эми Джессап    |
| 2009      | с   | Лига                                               | The League                               | Миган                            |
| 2010      | ф   | Помни меня                                         | Remember Me                              | Меган                            |
| 2010      | с   | C.S.I.: Место преступления Майами                  | CSI: Miami                               | офицер Лия Монтойя               |
| 2010      | ф   | Побег из Вегаса                                    | Get Him to the Greek                     | Татьяна                          |
| 2010      | кор | Кандидат                                           | The Candidate                            | Кэт                              |
| 2011      | тф  | Пособие для мальчиков и девочек как скатиться вниз | The Boys and Girls Guide to Getting Down | Дана                             |
| 2011—2018 | с   | Форс-мажоры                                        | Suits                                    | Рэйчел Зейн                      |
| 2011      | ф   | Несносные боссы                                    | Horrible Bosses                          | Джейми                           |
| 2012      | ф   | Неблагополучные друзья                             | Dysfunctional Friends                    | Терри                            |
| 2012      | с   | Касл                                               | Castle                                   | Шарлотта Бойд / Спящая красавица |
| 2013      | ф   | Случайные встречи                                  | Random Encounters                        | Минди                            |
| 2014      | тф  | Когда летят искры                                  | When Sparks Fly                          | Эми Питерсон                     |
| 2015      | ф   | Анти-социальный                                    | Anti-Social                              | Кирстен                          |
| 2016      | тф  | Как найти мужа                                     | Dater’s Handbook                         | Кассандра Брэнд                  |
| 2020      | док | Слон                                               | Elephant                                 | рассказчик                       |